# Hermann Kant
Hermann Kant (Hamburg, 14 juni 1926 – Neustrelitz, 14 augustus 2016) was een Duits schrijver.

## Biografie
Zijn eerste boek, Ein bisschen Südsee, werd in 1962 gepubliceerd. Dit was een collectie van een aantal kortverhalen. Zijn eerste roman was The Aula/Das Impressum uit 1965, waarin hij het leven in Oost-Duitsland in die tijd beschrijft. In 1972 kwam een tweede versie van deze roman uit. Voor zijn latere boeken werkte hij vaak met de Bildungsroman-stijl. 
Kant overleed in 2016 op 90-jarige leeftijd.